# Conferencia Consultiva Política del Pueblo Chino
La Conferencia Consultiva Política del Pueblo Chino (en chino simplificado, 中国人民政治协商会议; en chino tradicional, 中國人民政治協商會議; pinyin, Zhōngguó Rénmín Zhèngzhì Xiéshāng Huìyì), es un órgano asesor político de la República Popular de China. La organización está compuesta por delegados de diversas organizaciones y partidos políticos, así como miembros independientes, en China. La proporción de la representación de las diferentes partes está determinada por convenciones establecidas, negociada entre las partes.
En la práctica, la parte más grande y dominante en la Conferencia es el Partido Comunista de China. Otros miembros proceden de los partidos aliados del Frente Unido con el PCCh, así como de miembros independientes que no son miembros de ningún partido. La Conferencia está, en gran medida, controlada por la citación del Partido Comunista, pero se pretende dar la impresión de ser más representativa y estará compuesta por una gama más amplia de gente que es típica de la oficina del gobierno de la República Popular de China. 
El Comité Nacional de la Conferencia Consultiva Política del Pueblo Chino (en chino simplificado, 中国 人民 政治协商会议 全国 委员会pinyin, Zhōngguó Rénmín Zhèngzhì Xiéshāng Huìyì Quanguo Weiyuanhui) normalmente se reúne cada año a la vez que las sesiones plenarias de la Asamblea Popular Nacional (APN). Tanto la APN y la CCPPCh sesiones plenarias son a menudo llamado el Lianghui (Las dos reuniones), llevando a cabo importantes decisiones a nivel político nacional.
Una traducción menos común es "el Congreso Nacional". Esta traducción está desaconsejada, ya que causa confusión con la Asamblea Popular Nacional, así como al Congreso Nacional del Partido Comunista de China.

## Historia
La Conferencia fue fundada en fecha anterior a la existencia de la República Popular de China. Durante las negociaciones entre el Partido Comunista de China y el Kuomintang en 1945, las dos partes acordaron iniciar las conversaciones multipartidistas en las reformas posteriores a la guerra política a través de una Conferencia Consultiva Política. Esto se incluyó en el Acuerdo de Doble Diez. Este acuerdo fue implementado por el Gobierno Nacional, que organizó la primera Asamblea Consultiva Política del 10 al 31 de enero de 1946. Representantes del Kuomintang, el Partido Comunista de China, el Partido Juvenil Chino, y Liga Democrática de China, así como delegados independientes, asistieron a la conferencia en Chongqing, pero se fueron desligando de ella dado el carácter represivo del régimen que terminó copando el organismo a imagen y semejanza del fascista Chiang Kai-shek. 
En 1949, el Partido Comunista adquirió el control de la mayor parte de China continental, organizaron una nueva Conferencia Consultiva Política en septiembre, invitando a los delegados de diversos partidos amistosos a asistir y discutir el establecimiento de un nuevo estado. Esta conferencia se cambió el nombre a Conferencia Consultiva Política del Pueblo. La primera conferencia aprobó el Programa Común, que sirvió de facto en la constitución para los próximos cinco años. La conferencia aprobó el nuevo himno nacional, bandera, capital, y el nombre del estado, y eligió el primer gobierno de la República Popular China. En efecto, la primera Conferencia Consultiva Política del Pueblo actuó como una convención constitucional. 
De 1949 a 1954, la conferencia se convirtió en el legislador (de-facto) de la República Popular China. En 1954, la constitución transfiere esta función al Congreso Nacional del Pueblo.

## Papel presente
El papel que desempeña en la CCPPCh el gobierno chino se afirma en el preámbulo de la Constitución de la República Popular China. En la práctica, sus funciones y competencias son algo análogo a una cámara alta de asesoramiento legislativo y ha habido propuestas ocasionales para formalizar esta función en la Constitución de la República Popular China.

## Diario Político Consultivo del Pueblo
El Diario Político Consultivo del Pueblo ("人民 政协 报") es la ventana de prensa de información sobre las políticas directas y puntos de vista de la CCPPCh. Como la mayoría de los órganos políticos de China, el periódico sirve de boquilla y de prensa para la conferencia. Comparar con otros periódicos gubernamentales, como El Diario del Pueblo o El Diario del EPL, el Diario Político Consultivo del Pueblo no es tan duro, sino más bien suave en términos de redacción. Esto está orientado a la naturaleza de la organización que muchos miembros que no son partes también participan en la conferencia.